# Cerianthus brasiliensis
Cerianthus brasiliensis är en korallart som beskrevs av Cândido Firmino de Mello-Leitão 1919. 
Cerianthus brasiliensis ingår i släktet Cerianthus och familjen Cerianthidae. Inga underarter finns listade i Catalogue of Life.